# Изпълнителна агенция за проучване и поддържане на река Дунав
Изпълнителна агенция „Проучване и поддържане на река Дунав“ (ИАППД) е български държавен орган със седалище в Русе.
В състава е на Министерството на транспорта. Тя е единствената специализирана организация в България, която осъществява целия комплекс от работи по поддържане на плавателния път, акваторията на пристанищата и зимовниците за осигуряване безопасността на корабоплаването в българския участък от река Дунав.

## История
Агенцията е създадена през 1935 г. в рамките на Министерство на железниците под наименованието „Дунавска хидрографна служба“, със седалище в гр. Лом. През 1949 г., след сключването на Конвенция за режима на корабоплаване по р. Дунав (Белград, 1948 г.), Дунавската хидрографна служба преминава към Министерството на народната отбрана – Дунавския флот, Русе. От 1953 г. учреждението преминава към Министерството на транспорта под наименованието Управление „Плавателен път“ със седалище в Русе. 2 години по-късно, през 1955 г., Управлението се преобразува в отдел към Параходство „Българско речно плаване“.
От 1 април 1956 г. службата се реорганизира в „Управление за поддържане на плавателния път и проучване на река Дунав“ към Министерството на транспорта със седалище в Русе. От 2 декември 1999 г. организацията съществува под настоящото си наименование – Изпълнителна агенция „Проучване и поддържане на река Дунав“.

## Функции
Функциите на ИА „ППД“ са свързани с: 
- осигуряване безопасно и безпрепятствено корабоплаване;
- изучаване на хидроморфоложкия и хидроложкия режим на река Дунав в българския участък, обработване на данните от проучванията и издаване на лоции, навигационни карти, планове, годишници, справочници и други пособия;
- събиране и разпространение на информация за състоянието на корабоплавателния път и за хидрометеорологичния режим на реката;
- уведомяване на съответните органи при нужда от вземане на предохранителни мерки при опасност от наводнения, рушене на брега и др.;
- проучване и одобряване на проекти за изграждане на хидротехнически и инфраструктурни обекти по реката;
- одобрява разполагането на технически съоръжения за добив на инертни материали от гледна точка на корабоплаването, рушенето на брега, островите.

## Международна дейност
Агенцията работи в сътрудничество с речните администрации от останалите придунавски страни. Участва в работни групи по проекти в сферата на корабоплаването и поддържането на вътрешните водни пътища (проекти в рамките на Дунавската стратегия на ЕС, Българо-румънска комисия, Дунавска комисия, ГИС Форум).